# Arnaldo Zuccari
Pour les articles homonymes, voir Zuccari.
Arnaldo Zuccari, né le 1861 à Brescia et mort dans la même ville en mars 1939, est un peintre italien.

## Biographie
Arnaldo Zuccari est né dans une famille aisée de Brescia. Peu de choses sont connues sur ses premières années. Il aborde l'art en fréquentant l'école municipale de dessin Moretto où il est l'élève de Luigi Campini et est influencé par Francesco Filippini
.
Les premières expositions publiques de Zuccari remontent aux années 1880, avec principalement le Portrait du peintre Luigi Lombardi de 1884 et les vues de Sopraponte et Portale di San Cristo de la fin de la décennie.
C'est précisément à cette période qu'il participe pour la première fois à l'exposition de l'institution Arte in Famiglia, se montrant au public et à la critique.
Cependant, ses véritables débuts remontent à 1892 lorsqu'il présente Domine non sum dignus à la Première Exposition nationale de Ferrare. L'œuvre obtient le premier prix du ministère de l'Éducation.
Les années 1890 voient l'artiste s'engager dans une série de paysages et de peintures religieuses à l'empreinte réaliste qui ne manque cependant pas de références symbolistes.
En 1916, il est nommé Chevalier de la Couronne d'Italie.
Il est décédé à Brescia en mars 1939.

## Musées
- Musei Civici di Arte e Storia di Brescia

## Décorations

### Décorations italiennes
- Chevalier de l'ordre du Mérite du travail pour l'art